# Théodore Chevignard de Chavigny

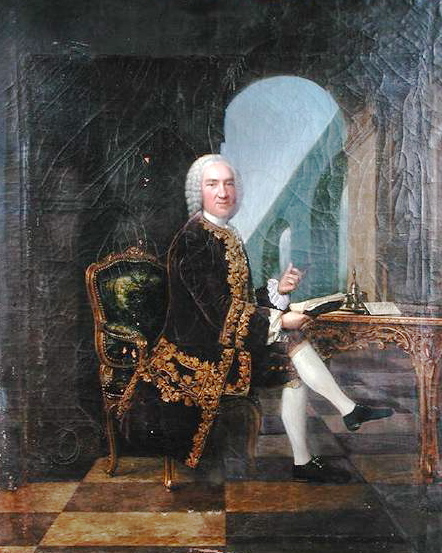
Porträt

Théodore Chevignard de Chavigny (* 3. April 1687 in Beaune; † 26. Februar 1771 in Paris) war ein französischer Diplomat, zugleich Comte de Toulongeon und Baron d’Uchon.
Geboren als Sohn des Théodore Chevignard de Chavigny, des Bürgermeisters von Beaune, darüber hinaus Sekretär des Prince de Condé, wurde er schon früh bei Verhandlungen eingesetzt.
Er war Botschafter Frankreichs zunächst in Madrid (1722–1723), dann 1723–1724 und erneut 1731 in London, 1737–1739 in Kopenhagen, 1740–1743 und 1746–1749 in Lissabon, schließlich in der Schweiz von 1751 bis 1762.